# Brigăzile Ezzedin Al-Qassam

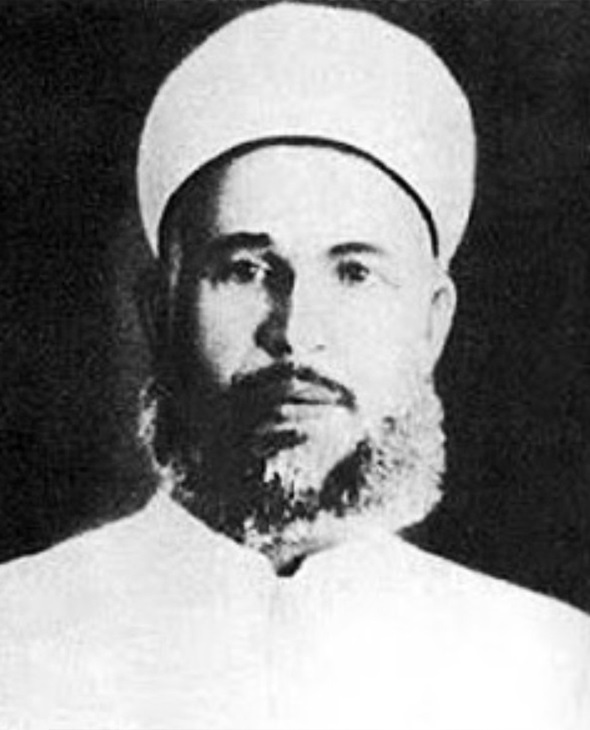
Ezzedin Al-Qassam

Brigăzile Ezzedin Al-Qassam, ortografiat și Ezzedeen Al-Qassam, Izzedine al-Qassam, Izz al-Din al-Qassam sau Izz ad-Din al-Qassam (în arabă كتائب الشهيد عز الدين القسام; numite după Ezzedin Al-Qassam, prescurtate uneori Brigăzile Al-Qassam) sunt aripa militară a organizației palestiniene Hamas.
Creată la jumătatea anului 1991, gruparea s-a concentrat la acea vreme pe blocarea negocierilor privind Acordurile de la Oslo. Între 1994 și 2000, Brigăzile Ezzedin Al-Qassam au întreprins mai multe atacuri împotriva israelienilor.
La începutul celei de-a doua Intifada, gruparea a devenit ținta principală a Israelului. Tăria organizației și abilitatea ei de a executa atacuri complexe și letale au surprins mulți observatori. Brigăzile Ezzedin Al-Qassam au operat câteva celule în Cisiordania, dar majoritatea au fost distruse în 2004 ca urmare a numeroaselor operațiuni ale armatei israeliene în regiune. În contrast, Hamas a păstrat o prezență puternică în Fâșia Gaza, considerată în general cartierul său general. Liderul actual al grupării este Mohammed Deif, iar adjunctul său Marwan Issa.
Brigăzile Ezzedin Al-Qassam sunt considerate organizație teroristă de către Israel, Uniunea Europeană, Statele Unite, Australia, Noua Zeelandă, Regatul Unit și Egipt.

## Nume
Gruparea este denumită după Ezzedin Al-Qassam, un predicator musulman din Mandatul Palestinei. În 1930, al-Qassam a înființat și organizat Mâna Neagră, o organizație militantă anti-sionistă și anti-britanică.
În limba arabă „Ezz” înseamnă sprijin, aderență sau mândrie, în timp ce „Din” („Deen”) înseamnă religie.

## Scopuri
Conform paginii sale web oficiale, gruparea intenționează:
„Să contribuie la efortul de eliberare a Palestinei și de repunere în drepturi a poporului palestinian pe baza învățăturilor islamice sacre ale Sfântului Coran, sunei (tradițiilor) Profetului Mahomed (pacea și binecuvântarea lui Allah fie cu el) și tradițiilor conducătorilor și învățaților musulmani cunoscuți pentru evlavia și dedicarea lor.”
Pentru a atinge acest scop, Brigăzile Ezzedin Al-Qassam susțin că luptă să:
- „evoce spiritul Jihadului (rezistenței) printre palestinieni, arabi și musulmani;”
- „îi apere pe palestinieni și pământul lor împotriva ocupației sioniste și a agresiunii sale;”
- „îi elibereze pe palestinieni și pământul uzurpat de forțele sioniste de ocupație și de coloniști.”

## Organizare și structură
Brigăzile Ezzedin Al-Qassam sunt o parte integrală a Hamas. Deși se subordonează scopurilor politice mai largi și obiectivelor ideologice ale Hamas, gruparea dispune totuși de un nivel semnificativ de independență în luarea deciziilor. În 1997, experții în științe politice Ilana Kass și Bard O'Neill au descris relația Hamas cu Brigăzile Ezzedin Al-Qassam ca amintind de relația Sinn Féin cu aripa militară a Armatei Republicane Irlandeze (IRA) și au citat un oficial important al Hamas: „Brigăzile Ezzedin Al-Qassam sunt o aripă militară separată, cu conducere proprie care nu primește ordine [de la Hamas] și nu ne anunță în avans care sunt planurile ei”. Continuând asemănarea cu IRA, Kass și O'Neill au tras concluzia că separarea aripilor politică și militară îi protejează pe liderii politici ai Hamas de responsabilitatea pentru terorism, în timp ce negarea plauzibilă creată de această situație face din Hamas un reprezentant acceptabil pentru negocierile de pace, așa cum s-a întâmplat cu liderul Sinn Féin, Gerry Adams.
Identitățile și poziția ierarhică a militanților în interiorul organizației rămân adesea secrete până la moartea lor; chiar și când luptă împotriva incursiunilor israeliene, toți militanții poartă o cagulă neagră caracteristică, de care e atașată banderola verde a grupării. Brigăzile Ezzedin Al-Qassam folosesc un model de celule independente și chiar și membrii importanți ai grupării sunt de multe ori în necunoștință de cauză față de activitatea altor celule. Acest lucru permite grupării să se poată regenera relativ ușor după moartea unor membri. În timpul Intifadei al-Aqsa, liderii grupării au fost ținta a numeroase bombardamente aeriene israeliene, care au ucis mulți militanți, inclusiv pe Salah Shahade și Adnan al-Ghoul. Conducătorul actual al Brigăzilor, Mohammed Deif, se află în continuare în libertate și se crede că a supraviețuit la cel puțin cinci tentative de asasinat.